# John Crawford
John Crawford , född Cleve Allen Richardson 13 september 1920 i Colfax, Washington, död 21 september 2010 i Thousand Oaks, Kalifornien var en amerikansk skådespelare.

## Roller i urval
- 1953 – Världens största show (ej krediterad)
- 1953 – Ormen från Nilen
- 1957 – Order att döda
- 1958 – Uppdrag att mörda
- 1959 – Salomo och drottningen av Saba
- 1959–1974 – Krutrök (TV-serie) (14 avsnitt)
- 1962 – De tappra 300
- 1962 – Den längsta dagen
- 1963 – Det gyllene skinnet
- 1963 – Krig och feg
- 1965 – Mannen från Nasaret
- 1965 – Min vän från Mars (TV-serie) (1 avsnitt)
- 1966 – Duell i Diablo
- 1967 – Star Trek: The Original Series (TV-serie) (1 avsnitt)
- 1970 – Balladen om Cable Hogue (endast manus)
- 1970 – Skyskrapan brinner!
- 1972 – SOS Poseidon
- 1972–1981 – Familjen Walton (TV-serie) (40 avsnitt)
- 1973 – The Rookies (TV-serie) (1 avsnitt)
- 1975 – Dödligt utspel
- 1976 – Hårdingen
- 1976, 1979 – Familjen Macahan (TV-serie) (2 avsnitt)
- 1978 – Bilstaden (TV-serie) (1 avsnitt)
- 1979 – Gänget drar vidare
- 1980, 1982 – The Dukes of Hazzard (TV-serie) (2 avsnitt)
- 1983, 1985 – Knight Rider (TV-serie) (2 avsnitt)